# Список министров труда России

## Министерство труда Временного правительства России
Образовано 5 (18) мая 1917 года.
| Имя                                   | Дата вступления в должность | Дата снятия с должности |
| ------------------------------------- | --------------------------- | ----------------------- |
| Скобелев, Матвей Иванович (1885—1938) | 5 мая 1917                  | 2 сентября 1917         |
| Гвоздев, Кузьма Антонович (1882—1956) | 2 сентября 1917             | 25 октября 1917         |

25 октября (7 ноября) 1917 года упразднено вместе с Временным правительством.

## Народный комиссариат труда РСФСР
Образован 26 октября (8 ноября) 1917 года.
| Имя                                         | Дата вступления в должность | Дата снятия с должности |
| ------------------------------------------- | --------------------------- | ----------------------- |
| Шляпников, Александр Гаврилович (1885—1937) | 26 октября 1917             | 8 декабря 1918          |
| Шмидт, Василий Владимирович (1886—1938)     | 8 декабря 1918              | 6 июля 1923             |
| Бахутов, Александр Михайлович (1885—1938)   | 7 июля 1923                 | 25 сентября 1929        |
| Романов, Михаил Матвеевич (1886—1938)       | сентябрь 1929               | 10 сентября 1933        |

## Народный комиссариат труда СССР
Образован 6 июля 1923 года.
| Имя                                        | Дата вступления в должность | Дата снятия с должности |
| ------------------------------------------ | --------------------------- | ----------------------- |
| Шмидт, Василий Владимирович (1886—1938)    | 6 июля 1923                 | 29 ноября 1928          |
| Угланов, Николай Александрович (1886—1937) | 29 ноября 1928              | 3 августа 1930          |
| Цихон, Антон Михайлович (1887—1939)        | 3 августа 1930              | 10 сентября 1933        |

23 июня 1933 года объединён с ВЦСПС. 10 сентября 1933 года упразднён.

## Министерство трудовых резервов СССР
Образовано 15 мая 1946 года на базе Главного управления трудовых резервов при СМ СССР и Комитета по учёту и распределению рабочей силы.
| Имя                                    | Дата вступления в должность | Дата снятия с должности |
| -------------------------------------- | --------------------------- | ----------------------- |
| Пронин, Василий Прохорович (1905—1993) | 15 мая 1946                 | 15 марта 1953           |

15 марта 1953 года объединено с Министерством кинематографии СССР, Министерством высшего образования СССР и Комитетом по делам искусств при СМ СССР в одно — Министерство культуры СССР.

## Государственный комитет СМ СССР по вопросам труда и заработной платы
Образован 24 мая 1955 года.
| Имя                                            | Дата вступления в должность | Дата снятия с должности |
| ---------------------------------------------- | --------------------------- | ----------------------- |
| Каганович, Лазарь Моисеевич (1893—1991)        | 24 мая 1955                 | 6 июня 1956             |
| Волков, Александр Петрович (1910—1990)         | 6 июня 1956                 | 26 июля 1974            |
| Новожилов, Сергей Сергеевич (1912—1998), и. о. | 26 июля 1974                | 9 июля 1976             |
| Ломоносов, Владимир Григорьевич (1928—1999)    | 9 июля 1976                 | 17 августа 1976         |

17 августа 1976 года преобразован в Государственный комитет СМ СССР по труду и социальным вопросам.

## Государственный комитет СМ СССР по труду и социальным вопросам
Образован 17 августа 1976 года на базе Государственного комитета СМ СССР по вопросам труда и заработной платы.
| Имя                                         | Дата вступления в должность | Дата снятия с должности |
| ------------------------------------------- | --------------------------- | ----------------------- |
| Ломоносов, Владимир Григорьевич (1928—1999) | 17 августа 1976             | 5 июля 1978             |

5 июля 1978 года переименован в Государственный комитет СССР по труду и социальным вопросам.

## Государственный комитет СССР по труду и социальным вопросам
Образован 5 июля 1978 года на базе Государственного комитета СМ СССР по труду и социальным вопросам.
| Имя                                         | Дата вступления в должность | Дата снятия с должности |
| ------------------------------------------- | --------------------------- | ----------------------- |
| Ломоносов, Владимир Григорьевич (1928—1999) | 5 июля 1978                 | 11 апреля 1983          |
| Баталин, Юрий Петрович (1927—2013)          | 11 апреля 1983              | 20 декабря 1985         |
| Гладкий, Иван Иванович (1930—2001)          | 10 января 1986              | 7 июня 1989             |
| Щербаков, Владимир Иванович (род. 1949)     | 17 июля 1989                | 26 марта 1991           |

1 апреля 1991 года упразднён. На его базе образовано Министерство труда и социальных вопросов СССР.

## Министерство труда и социальных вопросов СССР
Образовано 1 апреля 1991 года на базе Государственного комитета СССР по труду и социальным вопросам.
| Имя                                                              | Дата вступления в должность                | Дата снятия с должности        |
| ---------------------------------------------------------------- | ------------------------------------------ | ------------------------------ |
| Паульман, Валерий Фёдорович (род. 1937)                          | 26 марта 1991 де-юре и. о. 28 августа 1991 | 28 августа 1991 26 ноября 1991 |
| Колосов, Валерий Фёдорович и. о. как первый заместитель министра | 28 августа 1991                            | 1 декабря 1991                 |

Упразднено c 1 декабря 1991 на основании Постановления Государственного совета СССР от 14 ноября 1991 года.

## Государственный комитет РСФСР по труду и социальным вопросам
Создан 30 октября 1987 года в результате преобразования Государственного комитета РСФСР по труду.
| Имя                                      | Дата вступления в должность | Дата снятия с должности |
| ---------------------------------------- | --------------------------- | ----------------------- |
| Блохин, Анатолий Прокопьевич (1930—2014) | 30 октября 1987             | 21 мая 1990             |

Упразднен в соответствии с Законом РСФСР от 14 июля 1990 г. «О республиканских министерствах и государственных комитетах РСФСР».

## Министерство труда РСФСР
Образовано 14 июля 1990 года на базе упраздненного Государственного комитета РСФСР по труду и социальным вопросам.
| Имя                                     | Дата вступления в должность | Дата снятия с должности |
| --------------------------------------- | --------------------------- | ----------------------- |
| Баткаев, Рафик Абдулович (род. 1931)    | 28 января 1991              | 26 августа 1991         |
| Шохин, Александр Николаевич (род. 1951) | 26 августа 1991             | 10 ноября 1991          |

10 ноября 1991 года преобразовано в Министерство труда и занятости населения РСФСР.

## Государственный комитет РСФСР по занятости населения
Образован 19 апреля 1991 года.
| Имя                                            | Дата вступления в должность | Дата снятия с должности |
| ---------------------------------------------- | --------------------------- | ----------------------- |
| Арзамасцев, Анатолий Александрович (род. 1944) | 7 июня 1991                 | 10 ноября 1991          |

10 ноября 1991 года объединён с Министерством труда в Министерство труда и занятости населения РСФСР.

## Министерство труда и занятости населения РСФСР
Образовано 10 ноября 1991 года на базе Министерства труда РСФСР и Государственного комитета РСФСР по занятости населения.
| Имя                                     | Дата вступления в должность | Дата снятия с должности |
| --------------------------------------- | --------------------------- | ----------------------- |
| Шохин, Александр Николаевич (род. 1951) | 10 ноября 1991              | 25 декабря 1991         |

25 декабря 1991 Верховный Совет РСФСР принял закон о переименовании РСФСР в Российскую Федерацию (РФ). 21 апреля 1992 года Съезд народных депутатов РСФСР внес соответствующие изменения в Конституцию РСФСР, которые вступили в силу 16 мая 1992 года.

## Министерство труда и занятости населения РФ
| Имя                                     | Дата вступления в должность | Дата снятия с должности |
| --------------------------------------- | --------------------------- | ----------------------- |
| Шохин, Александр Николаевич (род. 1951) | 25 декабря 1991             | 14 июня 1992            |

14 июня 1992 года преобразовано в Министерство труда РФ (Указ Президента РФ от 14 июня 1992 года № 627). Из него выделены Федеральная служба занятости России (Указ Президента РФ от 14 июня 1992 года № 625) и Федеральная миграционная служба России (Указ Президента РФ от 14 июня 1992 года № 626).

## Министерство здравоохранения и социального обеспечения РСФСР
Образовано 30 июля 1991 года в результате объединения Министерств социального обеспечения и здравоохранения. Министр не назначался. 28 ноября 1991 года разделено на Министерство здравоохранения РСФСР и Министерство социальной защиты РСФСР.

## Министерство социальной защиты населения РСФСР
Образовано 28 ноября 1991 года на базе упразднённого Министерства здравоохранения и социального обеспечения РСФСР (фактически на базе продолжавшего свою работу Министерства социального обеспечения РСФСР).
| Имя                                       | Дата вступления в должность | Дата снятия с должности |
| ----------------------------------------- | --------------------------- | ----------------------- |
| Памфилова, Элла Александровна (род. 1953) | 15 ноября 1991              | 25 декабря 1991         |

25 декабря 1991 Верховный Совет РСФСР принял закон о переименовании РСФСР в Российскую Федерацию (РФ). 21 апреля 1992 года Съезд народных депутатов РСФСР внес соответствующие изменения в Конституцию РСФСР, которые вступили в силу 16 мая 1992 года.

## Министерство социальной защиты населения Российской Федерации
| Имя                                       | Дата вступления в должность | Дата снятия с должности |
| ----------------------------------------- | --------------------------- | ----------------------- |
| Памфилова, Элла Александровна (род. 1953) | 25 декабря 1991             | 2 марта 1994            |
| Безлепкина, Людмила Фёдоровна (род. 1941) | 4 мая 1994                  | 14 августа 1996         |

14 августа 1996 года упразднено. Функции переданы Министерству труда и социального развития Российской Федерации.

## Министерство труда Российской Федерации
Образовано 14 июня 1992 года на базе Министерство труда и занятости населения РФ (Указ Президента РФ от 14 июня 1992 года № 627).
| Имя                                       | Дата вступления в должность | Дата снятия с должности |
| ----------------------------------------- | --------------------------- | ----------------------- |
| Меликьян, Геннадий Георгиевич (род. 1947) | 14 июня 1992                | 14 августа 1996         |

14 августа 1996 года упразднено. Функции переданы Министерству труда и социального развития РФ.

## Министерство труда и социального развития Российской Федерации
Образовано 14 августа 1996 года на базе упразднённых Министерства труда РФ, Министерства социальной защиты населения РФ и Федеральной службы занятости России (Указ Президента РФ от 14 августа 1996 года № 1177).
| Имя                                         | Дата вступления в должность | Дата снятия с должности |
| ------------------------------------------- | --------------------------- | ----------------------- |
| Меликьян, Геннадий Георгиевич (род. 1947)   | 14 августа 1996             | 3 апреля 1997           |
| Сысуев, Олег Николаевич (род. 1953)         | 8 апреля 1997               | 30 апреля 1998          |
| Дмитриева, Оксана Генриховна (род. 1958)    | 30 апреля 1998              | 30 сентября 1998        |
| Калашников, Сергей Вячеславович (род. 1951) | 30 сентября 1998            | 18 мая 2000             |
| Починок, Александр Петрович (1958—2014)     | 18 мая 2000                 | 9 марта 2004            |

9 марта 2004 года упразднено (Указ Президента РФ от 9 марта 2004 года № 314). Функции переданы Министерству здравоохранения и социального развития РФ.

## Министерство здравоохранения и социального развития Российской Федерации
Образовано 9 марта 2004 года на базе Министерства здравоохранения Российской Федерации и Министерства труда и социального развития Российской Федерации.
| Имя                                      | Дата вступления в должность | Дата снятия с должности |
| ---------------------------------------- | --------------------------- | ----------------------- |
| Зурабов, Михаил Юрьевич (род. 1953)      | 9 марта 2004                | 24 сентября 2007        |
| Голикова, Татьяна Алексеевна (род. 1966) | 24 сентября 2007            | 21 мая 2012             |

21 мая 2012 года разделено на Министерство здравоохранения Российской Федерации и Министерство труда и социальной защиты Российской Федерации.

## Министерство труда и социальной защиты Российской Федерации
Образовано 21 мая 2012 года на базе Министерства здравоохранения и социального развития РФ (Указ Президента РФ от 21 мая 2012 г. N 636
«О структуре федеральных органов исполнительной власти»).
| Имя                                     | Дата вступления в должность | Дата снятия с должности |
| --------------------------------------- | --------------------------- | ----------------------- |
| Топилин, Максим Анатольевич (род. 1967) | 21 мая 2012                 | 21 января 2020          |
| Котяков, Антон Олегович (род. 1980)     | 21 января 2020              | по настоящее время      |